# Cyclopodia garrula
Cyclopodia garrula är en tvåvingeart som beskrevs av Maa 1968. Cyclopodia garrula ingår i släktet Cyclopodia och familjen lusflugor. Inga underarter finns listade i Catalogue of Life.